# Ferdinand Chi Fon
Ferdinand Chi Fon ps. „Ferdżi” (ur. 20 lipca 1976 w Bamendzie) – kameruński piłkarz, napastnik.
Profesjonalną karierę rozpoczynał w kameruńskim klubie PWD Bamenda, kilka miesięcy później przeniósł się do Polski.
Grał w Varcie Namysłów, Avii Świdnik, Odrze Opole, zaliczył kilka udanych sezonów w Pogoni Szczecin (z roczną przerwą w sezonie 2000/2001 na grę w niemieckim klubie Union Berlin). W ekstraklasie zadebiutował w barwach Pogoni, 22 sierpnia 1999 r. w wyjazdowym meczu przeciwko Wiśle Kraków (1-1).
W latach późniejszych jego klubami były: GKS Katowice, Zorza Dobrzany, Szczakowianka Jaworzno, Znicz Pruszków, GKS Bełchatów, Górnik Łęczna i ponownie Znicz.
W styczniu 2008 po raz trzeci w karierze został piłkarzem Pogoni Szczecin, występującej w rozgrywkach II ligi. Po zakończeniu sezonu 2008/2009 Pogoń nie przedłużyła kontraktu z popularnym „Ferdżim”. Od 2009 roku Kameruńczyk jest związany z Flotą Świnoujście. Przez 3 lata grał dla pierwszego zespołu, zaś od 2012 roku grał dla Floty II, równocześnie trenując drugi zespół Wyspiarzy.